# 자응이어
자응이어 시(베트남어: Gia Nghĩa / 嘉義)는 베트남 닥농성의 성도이다. 중부 고원 지방에 위치한다.

## 행정구역
자응이어시는 5개의 프엉(坊)과 3개의 싸(社)를 관할한다.

### 프엉
- 응히아득 (Nghĩa Đức / 義德)
- 응히아푸 (Nghĩa Phú / 義富)
- 응히아떤 (Nghĩa Tân / 義新)
- 응히아타인 (Nghĩa Thành / 義城)
- 응히아쭝 (Nghĩa Trung / 義中)

### 싸
- 닥니아 (Đắk Nia)
- 닥르모안 (Đắk R’Moan)
- 꽝타인 (Quảng Thành / 廣成)